# Motociklistična Velika nagrada Nemčije
Motociklistična Velika nagrada Nemčije je motociklistična dirka svetovnega prvenstva od sezone 1952.

## Zmagovalci
Roza ozadje označuje dirke, ki niso štele za motociklistično prvenstvo.
| Sezona | Dirkališče                                          | 50cm3/80 cm3                                        | 125 cm3/Moto3                                       | 250 cm3/Moto3                                       | 350 cm3                                             | 500 cm3/MotoGP                                      | Poročilo                                            |
| ------ | --------------------------------------------------- | --------------------------------------------------- | --------------------------------------------------- | --------------------------------------------------- | --------------------------------------------------- | --------------------------------------------------- | --------------------------------------------------- |
| 2022   | Sachsenring                                         |                                                     | Izan Guevara                                        | Augusto Fernández                                   |                                                     | Fabio Quartararo                                    | Poročilo                                            |
| 2021   | Sachsenring                                         |                                                     | Pedro Acosta                                        | Remy Gardner                                        |                                                     | Marc Márquez                                        | Poročilo                                            |
| 2020   | odpoved zaradi Pandemije koronavirusne bolezni 2019 | odpoved zaradi Pandemije koronavirusne bolezni 2019 | odpoved zaradi Pandemije koronavirusne bolezni 2019 | odpoved zaradi Pandemije koronavirusne bolezni 2019 | odpoved zaradi Pandemije koronavirusne bolezni 2019 | odpoved zaradi Pandemije koronavirusne bolezni 2019 | odpoved zaradi Pandemije koronavirusne bolezni 2019 |
| 2019   | Sachsenring                                         |                                                     | Lorenzo Dalla Porta                                 | Álex Márquez                                        |                                                     | Marc Márquez                                        | Poročilo                                            |
| 2018   | Sachsenring                                         |                                                     | Jorge Martín                                        | Brad Binder                                         |                                                     | Marc Márquez                                        | Poročilo                                            |
| 2017   | Sachsenring                                         |                                                     | Joan Mir                                            | Franco Morbidelli                                   |                                                     | Marc Márquez                                        | Poročilo                                            |
| 2016   | Sachsenring                                         |                                                     | Khairul Idham Pawi                                  | Johann Zarco                                        |                                                     | Marc Márquez                                        | Poročilo                                            |
| 2015   | Sachsenring                                         |                                                     | Danny Kent                                          | Xavier Simeon                                       |                                                     | Marc Márquez                                        | Poročilo                                            |
| 2014   | Sachsenring                                         |                                                     | Jack Miller                                         | Dominique Aegerter                                  |                                                     | Marc Márquez                                        | Poročilo                                            |
| 2013   | Sachsenring                                         |                                                     | Álex Rins                                           | Jordi Torres                                        |                                                     | Marc Márquez                                        | Poročilo                                            |
| 2012   | Sachsenring                                         |                                                     | Sandro Cortese                                      | Marc Márquez                                        |                                                     | Dani Pedrosa                                        | Poročilo                                            |
| 2011   | Sachsenring                                         |                                                     | Héctor Faubel                                       | Marc Márquez                                        |                                                     | Dani Pedrosa                                        | Poročilo                                            |
| 2010   | Sachsenring                                         |                                                     | Marc Márquez                                        | Toni Elías                                          |                                                     | Dani Pedrosa                                        | Poročilo                                            |
| 2009   | Sachsenring                                         |                                                     | Julián Simón                                        | Marco Simoncelli                                    |                                                     | Valentino Rossi                                     | Poročilo                                            |
| 2008   | Sachsenring                                         |                                                     | Mike Di Meglio                                      | Marco Simoncelli                                    |                                                     | Casey Stoner                                        | Poročilo                                            |
| 2007   | Sachsenring                                         |                                                     | Héctor Faubel                                       | Jorge Lorenzo                                       |                                                     | Casey Stoner                                        | Poročilo                                            |
| 2006   | Sachsenring                                         |                                                     | Mattia Pasini                                       | Yuki Takahashi                                      |                                                     | Valentino Rossi                                     | Poročilo                                            |
| 2005   | Sachsenring                                         |                                                     | Mika Kallio                                         | Daniel Pedrosa                                      |                                                     | Valentino Rossi                                     | Poročilo                                            |
| 2004   | Sachsenring                                         |                                                     | Roberto Locatelli                                   | Daniel Pedrosa                                      |                                                     | Max Biaggi                                          | Poročilo                                            |
| 2003   | Sachsenring                                         |                                                     | Stefano Perugini                                    | Roberto Rolfo                                       |                                                     | Sete Gibernau                                       | Poročilo                                            |
| 2002   | Sachsenring                                         |                                                     | Arnaud Vincent                                      | Marco Melandri                                      |                                                     | Valentino Rossi                                     | Poročilo                                            |
| 2001   | Sachsenring                                         |                                                     | Simone Sanna                                        | Marco Melandri                                      |                                                     | Max Biaggi                                          | Poročilo                                            |
| 2000   | Sachsenring                                         |                                                     | Youichi Ui                                          | Olivier Jacque                                      |                                                     | Alex Barros                                         | Poročilo                                            |
| 1999   | Sachsenring                                         |                                                     | Marco Melandri                                      | Valentino Rossi                                     |                                                     | Kenny Roberts Jr                                    | Poročilo                                            |
| 1998   | Sachsenring                                         |                                                     | Tomomi Manako                                       | Tetsuya Harada                                      |                                                     | Michael Doohan                                      | Poročilo                                            |
| 1997   | Nürburgring                                         |                                                     | Valentino Rossi                                     | Tetsuya Harada                                      |                                                     | Michael Doohan                                      | Poročilo                                            |
| 1996   | Nürburgring                                         |                                                     | Masaki Tokudome                                     | Ralf Waldmann                                       |                                                     | Luca Cadalora                                       | Poročilo                                            |
| 1995   | Nürburgring                                         |                                                     | Haruchika Aoki                                      | Max Biaggi                                          |                                                     | Daryl Beattie                                       | Poročilo                                            |
| 1994   | Hockenheim                                          |                                                     | Dirk Raudies                                        | Loris Capirossi                                     |                                                     | Michael Doohan                                      | Poročilo                                            |
| 1993   | Hockenheim                                          |                                                     | Dirk Raudies                                        | Doriano Romboni                                     |                                                     | Daryl Beattie                                       | Poročilo                                            |
| 1992   | Hockenheim                                          |                                                     | Bruno Casanova                                      | Pierfrancesco Chili                                 |                                                     | Michael Doohan                                      | Poročilo                                            |
| 1991   | Hockenheim                                          |                                                     | Ralf Waldmann                                       | Helmut Bradl                                        |                                                     | Kevin Schwantz                                      | Poročilo                                            |
| 1990   | Nürburgring                                         |                                                     | Doriano Romboni                                     | Wilco Zeelenberg                                    |                                                     | Kevin Schwantz                                      | Poročilo                                            |
| 1989   | Hockenheim                                          | Peter Öttl                                          | Alex Criville                                       | Sito Pons                                           |                                                     | Wayne Rainey                                        | Poročilo                                            |
| 1988   | Nürburgring                                         | Jorge Martinez                                      | Ezio Gianola                                        | Luca Cadalora                                       |                                                     | Kevin Schwantz                                      | Poročilo                                            |
| 1987   | Hockenheim                                          | Gerhard Waibel                                      | Fausto Gresini                                      | Anton Mang                                          |                                                     | Eddie Lawson                                        | Poročilo                                            |
| 1986   | Nürburgring                                         | Manuel Herreros                                     | Luca Cadalora                                       | Carlos Lavado                                       |                                                     | Eddie Lawson                                        | Poročilo                                            |
| 1985   | Hockenheim                                          | Stefan Dörflinger                                   | August Auinger                                      | Martin Wimmer                                       |                                                     | Christian Sarron                                    | Poročilo                                            |
| 1984   | Nürburgring                                         | Stefan Dörflinger                                   | Angel Nieto                                         | Christian Sarron                                    |                                                     | Freddie Spencer                                     | Poročilo                                            |
| 1983   | Hockenheim                                          | Stefan Dörflinger                                   | Angel Nieto                                         | Carlos Lavado                                       |                                                     | Kenny Roberts                                       | Poročilo                                            |
| 1982   | Hockenheim                                          | Eugenio Lazzarini                                   |                                                     | Anton Mang                                          | Manfred Herweh                                      | Randy Mamola                                        | Poročilo                                            |
| 1981   | Hockenheim                                          | Stefan Dörflinger                                   | Angel Nieto                                         | Anton Mang                                          | Anton Mang                                          | Kenny Roberts                                       | Poročilo                                            |
| 1980   | Nürburgring                                         | Stefan Dörflinger                                   | Guy Bertin                                          | Kork Ballington                                     | Jon Ekerold                                         | Marco Lucchinelli                                   | Poročilo                                            |
| 1979   | Hockenheim                                          | Gerhard Waibel                                      | Angel Nieto                                         | Kork Ballington                                     | Jon Ekerold                                         | Wil Hartog                                          | Poročilo                                            |
| 1978   | Nürburgring                                         | Ricardo Tormo                                       | Angel Nieto                                         | Kork Ballington                                     | Takazumi Katayama                                   | Virginio Ferrari                                    | Poročilo                                            |
| 1977   | Hockenheim                                          | Herbert Rittberger                                  | Pier Paolo Bianchi                                  | Christian Sarron                                    | Takazumi Katayama                                   | Barry Sheene                                        | Poročilo                                            |
| 1976   | Nürburgring                                         | Angel Nieto                                         | Anton Mang                                          | Walter Villa                                        | Walter Villa                                        | Giacomo Agostini                                    | Poročilo                                            |
| 1975   | Hockenheim                                          | Angel Nieto                                         | Paolo Pileri                                        | Walter Villa                                        | Johnny Cecotto                                      | Giacomo Agostini                                    | Poročilo                                            |
| 1974   | Nürburgring                                         | Ingo Emmerich                                       | Fritz Reitmaier                                     | Helmut Kassner                                      | Helmut Kassner                                      | Edmund Czihak                                       | Poročilo                                            |
| 1973   | Hockenheim                                          | Theo Timmer                                         | Kent Andersson                                      | Jarno Saarinen                                      | Teuvo Länsivuori                                    | Phil Read                                           | Poročilo                                            |
| 1972   | Nürburgring                                         | Jan de Vries                                        | Gilberto Parlotti                                   | Hideo Kanaya                                        | Jarno Saarinen                                      | Giacomo Agostini                                    | Poročilo                                            |
| 1971   | Hockenheim                                          | Jan de Vries                                        | Dave Simmonds                                       | Phil Read                                           | Giacomo Agostini                                    | Giacomo Agostini                                    | Poročilo                                            |
| 1970   | Nürburgring                                         | Angel Nieto                                         | John Dodds                                          | Kel Carruthers                                      | Giacomo Agostini                                    | Giacomo Agostini                                    | Poročilo                                            |
| 1969   | Hockenheim                                          | Aalt Toersen                                        | Dave Simmonds                                       | Kent Andersson                                      | Giacomo Agostini                                    | Giacomo Agostini                                    | Poročilo                                            |
| 1968   | Nürburgring                                         | Hans-Georg Anscheidt                                | Phil Read                                           | Bill Ivy                                            | Giacomo Agostini                                    | Giacomo Agostini                                    | Poročilo                                            |
| 1967   | Hockenheim                                          | Hans-Georg Anscheidt                                | Yoshimi Katayama                                    | Ralph Bryans                                        | Mike Hailwood                                       | Giacomo Agostini                                    | Poročilo                                            |
| 1966   | Hockenheim                                          | Hans-Georg Anscheidt                                | Luigi Taveri                                        | Mike Hailwood                                       | Mike Hailwood                                       | Jim Redman                                          | Poročilo                                            |
| 1965   | Nürburgring                                         | Ralph Bryans                                        | Hugh Anderson                                       | Phil Read                                           | Giacomo Agostini                                    | Mike Hailwood                                       | Poročilo                                            |
| 1964   | Solitude                                            | Ralph Bryans                                        | Jim Redman                                          | Phil Read                                           | Jim Redman                                          | Mike Hailwood                                       | Poročilo                                            |
| 1963   | Hockenheim                                          | Hugh Anderson                                       | Ernst Degner                                        | Tarquinio Provini                                   | Jim Redman                                          |                                                     | Poročilo                                            |
| 1962   | Solitude                                            | Ernst Degner                                        | Luigi Taveri                                        | Jim Redman                                          |                                                     |                                                     | Poročilo                                            |
| 1961   | Hockenheim                                          | Miro Zelnik                                         | Ernst Degner                                        | Kunimitsu Takahashi                                 | Frantisek Stastny                                   | Gary Hocking                                        | Poročilo                                            |
| 1960   | Solitude                                            |                                                     |                                                     | Gary Hocking                                        |                                                     | John Surtees                                        | Poročilo                                            |
| 1959   | Hockenheim                                          |                                                     | Carlo Ubbiali                                       | Carlo Ubbiali                                       | John Surtees                                        | John Surtees                                        | Poročilo                                            |
| 1958   | Nürburgring                                         |                                                     | Carlo Ubbiali                                       | Tarquinio Provini                                   | John Surtees                                        | John Surtees                                        | Poročilo                                            |
| 1957   | Hockenheim                                          |                                                     | Carlo Ubbiali                                       | Carlo Ubbiali                                       | Libero Liberati                                     | Libero Liberati                                     | Poročilo                                            |
| 1956   | Solitude                                            |                                                     | Romolo Ferri                                        | Carlo Ubbiali                                       | Bill Lomas                                          | Reg Armstrong                                       | Poročilo                                            |
| 1955   | Nürburgring                                         |                                                     | Carlo Ubbiali                                       | Hermann-Paul Müller                                 | Bill Lomas                                          | Geoff Duke                                          | Poročilo                                            |
| 1954   | Solitude                                            |                                                     | Rupert Hollaus                                      | Werner Haas                                         | Ray Amm                                             | Geoff Duke                                          | Poročilo                                            |
| 1953   | Schottenring                                        |                                                     | Carlo Ubbiali                                       | Werner Haas                                         | Carlo Bandirola                                     | Walter Zeller                                       | Poročilo                                            |
| 1952   | Solitude                                            |                                                     | Werner Haas                                         | Rudi Felgenheier                                    | Reg Armstrong                                       | Reg Armstrong                                       | Poročilo                                            |
| 1951   | Solitude                                            |                                                     | Hermann-Paul Müller                                 | Enrico Lorenzetti                                   | Geoff Duke                                          | Geoff Duke                                          | Poročilo                                            |
| Sezona | Dirkališče                                          | 80 cm3                                              | 175 cm3                                             | 250 cm3                                             | 350 cm3                                             | 500 cm3                                             | Poročilo                                            |
| 1939   | Sachsenring                                         |                                                     |                                                     | Nello Pagani                                        | Walter Hamelehle                                    | Dorino Serafini                                     | Poročilo                                            |
| 1938   | Sachsenring                                         |                                                     |                                                     | Ewald Kluge                                         | John White                                          | Georg Meier                                         | Poročilo                                            |
| 1937   | Sachsenring                                         |                                                     |                                                     | Ewald Kluge                                         | Harold Daniell                                      | Karl Gall                                           | Poročilo                                            |
| 1936   | Hohenstein-Ernstthal                                |                                                     |                                                     | Henry Tyrell-Smith                                  | Freddie Frith                                       | Jimmy Guthrie                                       | Poročilo                                            |
| 1935   | Hohenstein-Ernstthal                                |                                                     |                                                     | Walfried Winkler                                    | Walter Rusk                                         | Jimmy Guthrie                                       | Poročilo                                            |
| 1934   | Hohenstein-Ernstthal                                |                                                     |                                                     | Henry Tyrell-Smith                                  | Jimmie Simpson                                      | Otto Ley                                            | Poročilo                                            |
| 1933   | AVUS                                                |                                                     |                                                     | Charlie Dodson                                      | Ernst Loof                                          | Josef Steltzer                                      | Poročilo                                            |
| 1931   | Nürburgring                                         |                                                     |                                                     | Elvetio Toricelli                                   | Henry Tyrell-Smith                                  | Stanley Woods                                       | Poročilo                                            |
| 1930   | Nürburgring                                         |                                                     |                                                     | Les Crabtree                                        | Jimmy Guthrie                                       | Graham Walker                                       | Poročilo                                            |
| 1929   | Nürburgring                                         |                                                     | Arthur Geiß                                         | Syd Crabtree                                        | Wal Handley                                         | Henry Tyrell-Smith                                  | Poročilo                                            |
| 1928   | Nürburgring                                         |                                                     | Arthur Geiß                                         | Syd Crabtree                                        | Pietro Ghersi                                       | Charlie Dodson                                      | Poročilo                                            |
| 1927   | Nürburgring                                         |                                                     | Willy Henkelmann                                    | Cecil Ashby                                         | Jimmie Simpson                                      | Graham Walker                                       | Poročilo                                            |
| 1926   | AVUS                                                |                                                     | Kurt Friedrich                                      | Jock Porter                                         | Jimmie Simpson                                      | Josef Steltzer                                      | Poročilo                                            |
| 1925   | AVUS                                                |                                                     | Willy Zick                                          | Cecil Ashby                                         | Miro Maffeis                                        | Paul Köppen                                         | Poročilo                                            |